# 554년

## 연호
- 남량(南梁) 승성(承聖) 3년
- 북제(北齊) 천보(天保) 5년
- 신라(新羅) 개국(開國) 4년

## 기년
- 남량(南梁) 원제(元帝) 3년
- 북제(北齊) 문선제(文宣帝) 5년
- 서위(西魏) 폐제(廢帝) 3년 / 공제(恭帝) 원년
- 신라(新羅) 진흥왕(眞興王) 15년
- 고구려(高句麗) 양원왕(陽原王) 10년
- 백제(百濟) 성왕(聖王) 32년 / 위덕왕(威德王) 원년

## 사건
- 관산성 전투
- 성왕 전사, 아들 창이 위덕왕으로 왕의 자리에 오름.
- 소가야 멸망

## 사망
- 백제(百濟) 26대 왕 성왕(聖王)